# Dimorphanthera wisselensis
Dimorphanthera wisselensis är en ljungväxtart som beskrevs av P.F. Stevens. Dimorphanthera wisselensis ingår i släktet Dimorphanthera och familjen ljungväxter. Inga underarter finns listade i Catalogue of Life.